# Poland (comté de Chautauqua, New York)
Poland est une ville située dans le comté de Chautauqua, dans l' État de New York, aux États-Unis. En 2010, elle comptait une population de 2 356 habitants, estimée au 1er juillet 2014 à 2 290 habitants.

## Démographie
Lors du recensement de 2010, la ville comptait une population de 2 356 habitants. Elle est estimée, en 2014, à 2 290 habitants.